# Sultanato de Deli
O Sultanato de Déli (em hindi: दिल्ली सलतनत; em panjabi: دلی سلطنت) ou Deli é um termo usado para se referir a cinco dinastias de curta duração, baseadas em reinos ou sultanatos na região de Déli, atualmente a capital da Índia, compostas principalmente por povos turcos e pastós e que teve origem na Índia medieval. O sultanatos governaram a partir de Déli entre 1206 e 1526, quando a última dinastia foi derrotada pelo Império Mogol. As cinco dinastias foram: dinastia mameluca (1206–1290), dinastia Chalji (1290–1320), dinastia Tuglaque (1320–1414), dinastia Saída (1414–1451) e dinastia Lodi (1451–1526), do Afeganistão.
Cobadim Aibaque, um ex-escravo (mameluco) do sultão gúrida Muizadim Maomé, foi o primeiro sultão de Déli e sua dinastia conseguiu conquistar grandes áreas do norte da Índia. Apenas numa das suas batalhas, reduziu à escravatura cerca de 50 mil homens indianos. Depois, a dinastia Chalji logrou conquistar a maior parte da Índia central, mas nenhuma delas conseguiu unir o subcontinente indiano. O sultanato também é conhecido por ter sido um dos poucos Estados que conseguiram repelir um ataque do Império Mongol.
O sultanato inaugurou um período de renascimento cultural indiano. A fusão das culturas "indo-muçulmana" deixou duradouros monumentos sincréticos na arquitetura, música, literatura, religião e roupas da sociedade do país. Supõe-se que a língua urdu (que significa literalmente "horda" ou "acampamento" em vários dialetos turcos) nasceu durante este período, como resultado do entrelaçamento dos falantes locais do sânscrito prácrito com imigrantes de língua persa, turca e árabe durante governos muçulmanos. O sultanato de Déli é o único império indo-islâmico a ter entronizado uma das poucas governantes mulheres da Índia, Razia Sultana (r. 1236–1240). Em 1526, o sultanato de Déli foi absorvido pelo emergente Império Mogol.